# Sido Mulyo (Purworejo)
Sido Mulyo is een bestuurslaag in het regentschap Purworejo van de provincie Midden-Java, Indonesië. Sido Mulyo telt 3354 inwoners (volkstelling 2010).